# Heinrich Haas (Pilot)

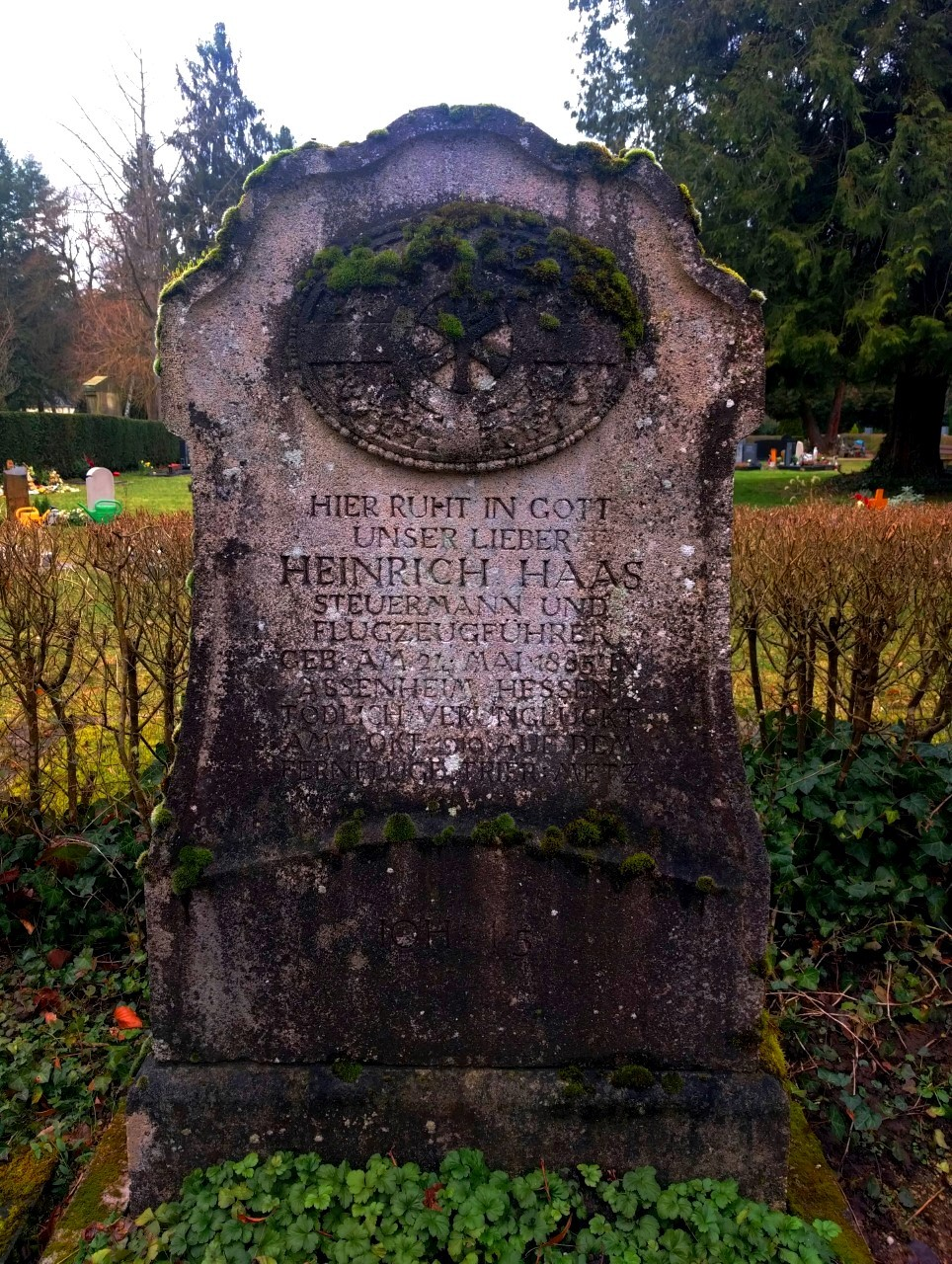
Ehrengrab Heinrich Haas Trier Hauptfriedhof

Heinrich Friedrich Haas (* 24. Mai 1885 in Assenheim (Niddatal); † 1. Oktober 1910 in Wellen) war ein deutscher Kapitän, Pilot und Luftfahrtpionier.

## Leben
Heinrich Haas war ein Sohn des Metzgers Georg Haas und dessen Ehefrau Anna Wilhelmine geborene Bauer. Nach Ende seines Schulbesuchs machte er die Seefahrt zu seinem Beruf. Zunächst erhielt er eine Ausbildung zum Steuermann, dann wurde er Offizier der Handelsmarine und schließlich erwarb er um 1909 sein Kapitänspatent. Nachdem im Frühjahr 1909 die Flugmaschine Wright GmbH als Tochter der Motorluftschiff-Studiengesellschaft in Berlin gegründet worden war, wandte sich Haas, der zu dieser Zeit bei seinen Eltern in Friedrichroda lebte, der aufkommenden Aviatik in Deutschland zu. Hierzu ließ er sich von Paul Engelhard, der am 15. März 1910 die Flugzeugführererlaubnis Nr. 3 des Deutschen Luftschiffer-Verbandes erhalten hatte und Chefpilot sowie Fluglehrer und Werksleiter der Wright-Gesellschaft auf dem Johannisthaler Flugfeld war, zum Flugmaschinenführer ausbilden. In Johannisthal nahm er an wöchentlichen Flugveranstaltungen teil und soll am 12. August 1910 abgestürzt sein, wovon er nur Schürfwunden davontrug. An dieser Version werden allerdings Zweifel geltend gemacht, da zum einen für den Tag kein Flugunfall dokumentiert ist und er zum anderen noch keine Fluglizenz besaß und er somit nur Passagier gewesen sein kann.
Haas bestand seine Prüfung als siebter Wright-Flieger am 2. September 1910 und erhielt am 12. September 1910 sein Flugmaschinenführer-Zeugnis No. 24 des Deutschen Luftschiffer-Verbandes (DLV). Zeitgleich mit ihm legte auch der Flugschüler Robert von Mossner auf einem Wright-Zweidecker vom Typ Wright Model A die Flugprüfung ab und erhielt die Fluglizenz No. 23. Noch an dem Tag, an dem er seine offizielle Fluglizenz erhalten hatte, absolvierte Haas seinen ersten eigenständigen Überflug von Johannisthal nach Grünau, der insgesamt 25 Minuten dauerte. Prinz Heinrich von Preußen, der selbst begeisterter Förderer des Flugwesens und 38. deutscher Flugzeugführer war, überreichte ihm kurz darauf einen eigens hierfür gestifteten Ehrenpokal mit der Inschrift “Ehrenpokal geg. v.S.K.H. Prinz Heinrich von Preußen dem Aviatiker H. Haas 12. X. 1910”. Der Pokal wurde gemeinsam mit einem von der Familie angelegten Erinnerungsbuch von der Familie Haas im Jahre 1999 für 5000,– DM in München versteigert.
Bereits 19 Tage später, nach dem Haas seine Prüfung abgelegt hatte, erschien am 21. September 1910 eine Anzeige der Flugmaschine Wright-Gesellschaft m.b.h mit dem Slogan „Lernt Fliegen auf Wright Flugzeug 3000 Mk. Ausbildung ca. 4 Wochen“, bei welchem Unterricht von den Kapitänen Engelhardt, Haas, Mente und von Mossner erteilt würde.
Im Zeitraum vom 27. September bis zum 1. Oktober 1910 veranstaltete der Aeroclub von Deutschland, auch Kaiserlicher Aeroclub genannt, einen Wettbewerb für den ersten Überlandflug von Trier nach Metz, der auch als Wettfernfliegen bezeichnet wurde. Das ausgeschriebene Preisgeld lag bei insgesamt 25.000 Mark, aufgeteilt zu 20.000 M. als 1. Preis, 4.000 M. als 2. Preis und gegebenenfalls 1.000 M. für Vor- oder Nachflüge. Die Preise sollten zur Verteilung gelangen, falls die Flieger ohne Zwischenlandung von Trier nach Metz fliegen würden. Als Startplatz wählte man ein 160 Morgen großes Areal in Trier-Euren in der „Eurener Flur“ am linken Moselufer, das bereits seit 1882 als Exerzierplatz genutzt wurde und ab 1910 als Ankerstation für Zeppeline dienen sollte. Ziel der Piloten, neben dem Erreichen des Landeplatzes auf der Friedhofsinsel in Metz, war es auch, auf ihrem durchgängigen Flug eine größtmögliche Höhe zu erreichen.
Teilnehmer des Wettbewerbs waren Paul Engelhard, Robert Thelen, Robert von Mossner, Hans Vollmöller, Emile Jeannin und Heinrich Haas mit der Startnummer 4. Haas hatte seinen Flug am Samstag, den 1. Oktober 1910 gestartet und erreichte kurze Zeit später die ca. 20 Kilometer entfernte Ortschaft Wellen, als ihm in einer Höhe von 150 Metern sein Wright-Flyer zusammenbrach und er abstürzte. Die Maschine stürzte dabei kurz hinter den Wellener Kalkwerken in einen Birnbaum und zwei Stabsärzte, die dem Flugapparat in einem Automobil gefolgt waren und sofort zur Stelle waren, konnten nur den Tod von Haas feststellen. Ein Mechaniker aus Trier, der kurz darauf am Unfallort eingetroffen war, erklärte, dass ein Bruch in der Kettenführung den Unfall herbeigeführt habe. Weitere Untersuchungen ergaben später, dass Heinrich Haas den Unfall durch eigene Unvorsichtigkeit und mangelhafte Wartung des Flugapparates selbst mit verschuldet hatte. Um zwei defekte Streben miteinander zu verbinden, hatte er ein zusammengeknotetes Taschentuch verwendet, was schließlich zum Versagen der Bauteile im Flug geführt hatte. Haas Leiche wurde im Anschluss in das Garnisonlazarett von Trier gebracht.
Sieger des Flugwettbewerbs wurde Emile Jeannin auf einem Aviatik-Doppeldecker. Paul Engelhard und Robert Thelen erhielten vom Preisgericht je 2.000 Mark. Heinrich Haas hatte bereits für die Johannisthaler Flugwoche vom 9. bis 16. Oktober 1910 geplant und sich dort sowohl mit Körting- als auch Argus-Motoren für die Wright-Flugzeuge gemeldet. Am 7. Oktober 1910 schrieb die B.Z.:

„Der junge Pilot Heinrich Haas (25), der als Instrukteur der Wright-Gesellschaft tätig war, hat sich schon zu Beginn seiner leider so kurzen Fliegerlaufbahn durch besondere Schneidigkeit ausgezeichnet. Er machte famose Höhen- und Gleitflüge und trainierte fleißig für die Überlandflugkonkurrenz, bei der er auf so tragische Weise den Tod gefunden hatte, indem er die Grenzen des Johannisthaler Flugfeldes wiederholt verließ und die benachbarten Orte Rudow, Glienicke, Grünau usw. aufsuchte.“

 Heinrich Haas war zu diesem Zeitpunkt das 20. Todesopfer der internationalen Aviatik und erst der dritte Deutsche, der mit einem motorgetriebenen Flugzeug ums Leben gekommen war. Der Wellener Lehrer und Ortschronist Johann Morbach (1870–1950), der den Absturz mit eigenen Augen gesehen hatte, schilderte seine Eindrücke, die später auf einer Gedenktafel verewigt wurden, mit den Worten: 

„Gedenktafel des Fliegers:
Ende September 1910 veranstalteten einige Flugzeugfabrikanten und Flieger den ersten Probe- und Wettflug Deutschlands zwischen den Städten Trier und Metz der Mosel entlang. Damals sahen wir hier mit großem Interesse die ersten Flugzeuge, deren täglich mehrere über uns hinweg flogen. Am Samstag, den 1. Oktober nachmittags wurde von Trier der Aufstieg eines Fliegers gemeldet. Da gerade bei schönem Wetter die Traubenlese im Gange war, folgten dem Flugzeug im Moseltal tausende Blicke und Zurufe der fröhlichen Winzer. Plötzlich ein vielhundertstimmiger Schrei! Von Ferne glaubte jeder, der Flieger sei neben dem Fabrikschornstein ins Kalkwerk abgestürzt. Er fiel jedoch dicht daneben durch einen starken Birnbaum. Ehe die herbeigeeilten Arbeiter den Verunglückten unter dem zertrümmerten Flugzeug hervorgezogen hatten, war er bereits tot.
Eine Gedenktafel am Transformatorhaus erinnert an den Unfall des Fliegers Heinrich Haas.“

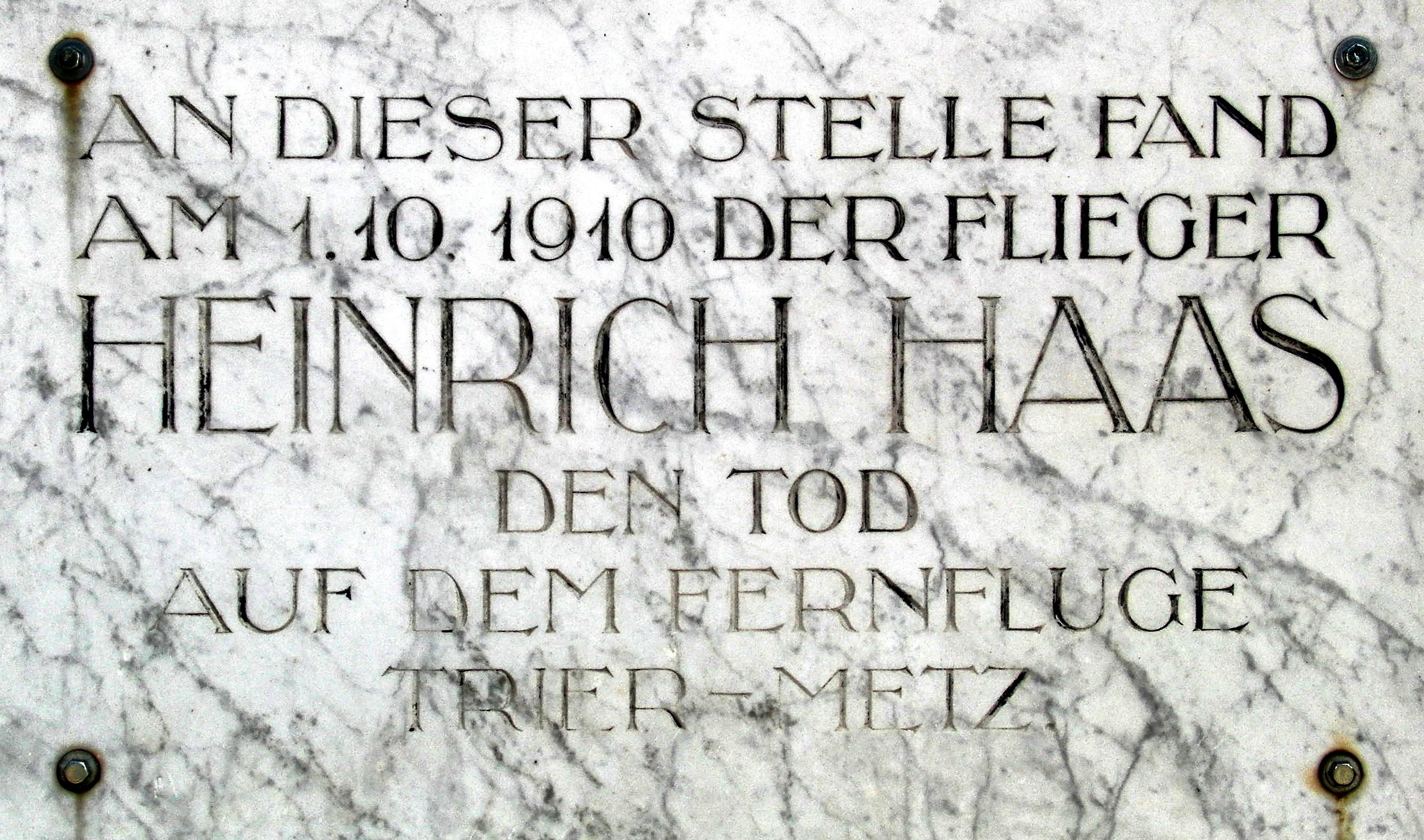
Gedenktafel Heinrich Haas in Wellen

Heinrich Haas wurde am 4. Oktober 1910 auf dem Trierer Hauptfriedhof in einem Einzelwahlgrab beigesetzt. Die Kosten für die Bestattung wurden von der Stadt Trier übernommen und heute ist das Grab ein Ehrengrab. An Stelle der ehemaligen Gedenktafel am Absturzort wurde eine weiße Steintafel aus Marmor mit einer Inschrift am Aufgang zum Bürgerhaus in Wellen angebracht.